# Indra (Dichter)
Indra oder Intra (Diran Çırakyan; * 1875 in Istanbul, Osmanisches Reich; † 1921) war ein armenisch-osmanischer Dichter, Schriftsteller, Maler und Lehrer. Sein Pseudonym ist ein Anagramm seines Vornamens.
Diran Çırakyan wurde im armenischen Retheos-Berberian-Kollegium von Istanbul ausgebildet. Er arbeitete anschließend als Lehrer in Istanbul und Trabzon und unternahm Reisen nach Paris, Genf und Ägypten. Später nahm er seine Lehrtätigkeit in Istanbul wieder auf. 1906 veröffentlichte er ein Werk, das von der Kritik geschmäht wurde. Es folgten weitere Werke.
Çırakyan entkam zunächst den Armenierverfolgungen im Zuge des Völkermordes an den Armeniern, ab 1915 war Indra allerdings psychisch zerrüttet und zog als Landstreicher durch Anatolien. Im Jahre 1921 wurde er von Anhängern der türkischen Nationalbewegung unter Mustafa Kemal Pascha aufgegriffen und ins Exil geschickt. Er starb kurz nach der Überquerung des Tigris.